# Тадеуш Сулимирски
Тадеуш Сулимирски (на полски: Tadeusz Sulimirski; 1898 – 1983) е полски историк и археолог, който емигрира във Великобритания след избухването на Втората световна война през 1939 г. Той е известен със своите трудове за древните сармати.

## Биография
Завършва университета на Лвов (сега в западна Украйна) където защитава докторат по праистория и антропология. От 1933 г. до 1936 г. преподава праистория в университета на Лвов, след което става професор по праисторическа археология в Ягелонския университет в Краков, Полша.
След началото на Втората световна война емигрира във Великобритания, където през 1941 г. става секретар на министерството на образованието на полското правителство в изгнание. От 1958 г. е професор по централна и източноевропейска археология в Института по археология към Университетски колеж Лондон. В периода 1952 – 1965 г. изнася лекции и семинари в множество европейски страни, а в периода 1968 – 1969 и в редица американски университети. След пенсионирането си продължава да пътува и преподава.
Член е на Лондонското обществото на антикварите, на Кралския антропологичен институт на Великобритания и Ирландия и на Обществото по праистория Лондон-Кеймбридж.
Умира на 20 април 1983 г. като оставя съпруга, Олга Сулимирска и пет деца.

## Публикации и трудове
Професор Тадеуш Сулимирски е известен с основополагащите си трудове за сарматите:
- The Sarmatians (vol. 73 in series „Ancient People and Places“) London: Thames & Hudson, 1970. (Книгата е отпечатана и в САЩ от издателство Praeger, преведена и на полски през 1979 г.)

Сътрудничи на много международни списания и енциклопедии, има множество публикации за централно- и източноевропейска праистория:
- Kultura wysocka, 1931,
- Polska przedhistoryczna, vol. 1 (1955), vol. 2 (1959)

Известен е и с труда си върху геополитическата пропаганда Poland and Germany: Past and Future (London and Edinburgh, West-Slavonic Bulletin, 1942).